# Ponte de Sor
Ponte de Sor (a veces escrito Ponte de Sôr) es una ciudad portuguesa del distrito de Portalegre, región Alentejo y comunidad intermunicipal del Alto Alentejo, con cerca de 8800 habitantes. Antiguamente había pertenecido a la antigua provincia del Ribatejo.
Es sede de un municipio con 839,23 km² de área y 15 249 habitantes (2021), subdividido en cinco freguesias. El municipio limita al nordeste con los municipios de Gavião y Crato, al este con Alter do Chão, al sureste con Avís, al sur con Mora, al suroeste con Coruche y al noroeste con Chamusca y Abrantes.

## Demografía
| Gráfica de evolución demográfica de Ponte de Sor entre 1864 y 2021 |
|                                                                    |
| Datos según el nomenclátor publicado por el INE portugués.         |

## Freguesias
Las freguesias de Ponte de Sor son las siguientes:
- Foros de Arrão
- Galveias
- Longomel
- Montargil
- Ponte de Sor, Tramaga e Vale de Açor